# Conferenza delle Nazioni Unite sul commercio e lo sviluppo
La Conferenza delle Nazioni Unite sul Commercio e lo Sviluppo (United Nations Conference on Trade and Development, anche UNCTAD) è il principale organo sussidiario permanente dell'Organizzazione delle Nazioni Unite operante nei settori del commercio, sviluppo, finanza, tecnologia, imprenditoria e sviluppo sostenibile. Istituita nel 1964 su iniziativa dell'Assemblea Generale delle Nazioni Unite, l'UNCTAD promuove il processo di integrazione dei Paesi in via di sviluppo nell'economia mondiale. L'Organizzazione ha sede a Ginevra e riunisce attualmente 194 Paesi.

## La Struttura
L'UNCTAD è articolata in tre organi principali:
1. La Conferenza, della quale fanno parte tutti gli Stati membri dell'ONU, che si riunisce ogni quattro anni.
2. Il Consiglio, organo a composizione ristretta, i cui membri sono eletti dalla Conferenza in base al duplice criterio dell'equa distribuzione geografica e della rappresentanza degli Stati più importanti nel commercio internazionale.
3. Il Segretario generale, nominato per cinque anni dal Segretario generale delle Nazioni Unite.

## Gli Obiettivi
La Conferenza delle Nazioni Unite sul Commercio e lo Sviluppo si svolge con cadenza quadriennale e vi partecipano gli Stati membri dell'Organizzazione che valutano le questioni relative al commercio ed allo sviluppo, discutono le differenti opzioni politiche e formulano risposte. La finalità dell'UNCTAD è quella di orientare il dibattito e la riflessione politica per lo sviluppo, cercando di stimolare il rapporto tra le politiche nazionali e l'azione internazionale: per i Paesi in via di sviluppo il commercio rappresenta infatti una leva fondamentale per accelerare la crescita e migliorare le condizioni socio economiche. Per queste ragioni, l'UNCTAD promuove e sostiene i Governi nel formulare ed attuare politiche di diversificazione dell'economia e incoraggia la competitività delle imprese nel mercato mondiale.
Nell'ambito del suo mandato l'UNCTAD svolge tre funzioni chiave:
1. Funge da foro per i dibattiti intergovernativi al fine di creare consenso sulle questioni.
2. Assicura attività di ricerca, analisi e raccolta dei dati per favorire il dibattito dei rappresentanti governativi e degli esperti.
3. Fornisce assistenza tecnica ai Paesi in via di sviluppo, con particolare attenzione alle necessità dei paesi meno avanzati e delle economie in transizione, cooperando, nell'ambito della propria sfera di competenza, con altre Organizzazioni e Paesi donatori.

## Stati Membri
A partire da Ottobre 2012, i 194 stati membri dell'UNCTAD sono stati assegnati a quattro liste diverse (a seconda del Gruppo Regionale di Appartenenza delle Nazioni Unite). 
Lista A (99 membri): Afghanistan, Algeria, Angola, Arabia Saudita, Bahrein, Bangladesh, Benin, Bhutan, Birmania, Bosnia ed Erzegovina, Botswana, Brunei, Burkina Faso, Burundi, Cambogia, Camerun, Capo Verde, Ciad, Cina, Comore, Corea del Nord, Costa d'Avorio, Egitto, Emirati Arabi Uniti, Eritrea, Etiopia, Figi, Filippine, Gabon, Gambia, Ghana, Gibuti, Giordania, Guinea, Guinea-Bissau, Guinea Equatoriale, India, Indonesia, Iran, Iraq, Isole Marshall, Isole Salomone, Israele, Kenya, Kuwait, Laos, Libano, Lesotho, Liberia, Libia, Madagascar, Malawi, Maldive, Malaysia, Mali, Marocco, Mauritania, Mauritius, Micronesia, Mongolia, Mozambico, Namibia, Nepal, Niger, Nigeria, Oman, Pakistan, Palau, Papua Nuova Guinea, Qatar, Repubblica Centrafricana, Repubblica del Congo, Repubblica Democratica del Congo, Ruanda, Samoa, São Tomé e Príncipe, Senegal, Seychelles, Sierra Leone, Singapore, Siria, Somalia, Sri Lanka, Sudafrica, Sudan, Swaziland, Tanzania, Thailandia, Timor Est, Togo, Tonga, Tunisia, Turkmenistan, Uganda, Vanuatu, Vietnam, Yemen, Zambia, Zimbabwe.
Lista B (32 membri): Andorra, Australia, Austria, Belgio, Canada, Cipro, Città del Vaticano, Corea del Sud, Danimarca, Finlandia, Francia, Germania, Giappone, Grecia, Irlanda, Islanda, Italia, Liechtenstein, Lussemburgo, Malta, Norvegia, Nuova Zelanda, Paesi Bassi, Portogallo, Principato di Monaco, Regno Unito, San Marino, Spagna, Stati Uniti d'America, Svezia, Svizzera, Turchia.
Lista C (33 membri): Antigua e Barbuda, Argentina, Bahamas, Barbados, Belize, Bolivia, Brasile, Cile, Colombia, Costa Rica, Cuba, Dominica, Ecuador, El Salvador, Giamaica, Grenada, Guatemala, Guyana, Haiti, Honduras, Messico, Nicaragua, Panama, Paraguay, Perù, Repubblica Dominicana, Saint Kitts e Nevis, Saint Vincent e Grenadine, Saint Lucia, Suriname, Trinidad e Tobago, Uruguay, Venezuela.
Lista D (24 membri): Albania, Azerbaigian, Bielorussia, Bulgaria, Croazia, Estonia, Georgia, Kazakistan, Kirghizistan, Lettonia, Lituania, Moldavia, Montenegro, Polonia, Repubblica Ceca, Repubblica di Macedonia, Romania, Russia, Serbia, Slovacchia, Slovenia, Ucraina, Ungheria, Uzbekistan.
Paesi non assegnati (6 membri): Armenia, Kiribati, Nauru, Sudan del Sud, Tagikistan, Tuvalu.

## Gli Incontri

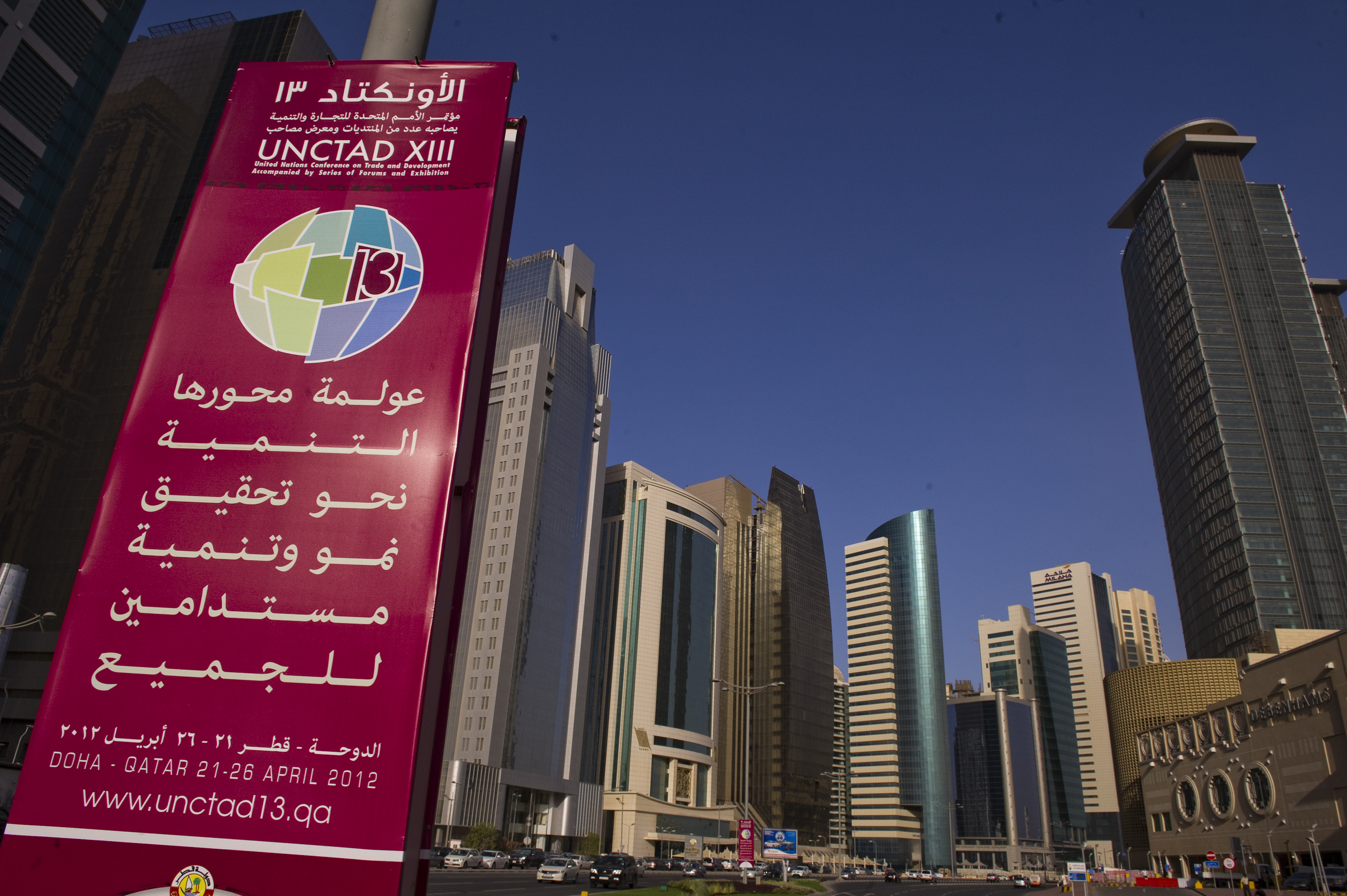
La XIII conferenza a Doha

La conferenza si tiene in diverse città del mondo, ha cadenza quadriennale:
- UNCTAD I, Ginevra, Svizzera; 13 marzo - 16 giugno 1964.
- UNCTAD II, Nuova Delhi, India; 31 gennaio - 29 marzo 1968.
- UNCTAD III, Santiago del Cile, Cile; 13 aprile - 21 maggio 1972.
- UNCTAD IV, Nairobi, Kenya; 5 maggio - 31 maggio 1976.
- UNCTAD V, Manila, Filippine; 7 maggio - 3 giugno 1979.
- UNCTAD VI, Belgrado, Serbia; 6 giugno - 30 giugno 1983.
- UNCTAD VII, Ginevra, Svizzera; 8 luglio - 3 agosto 1987.
- UNCTAD VIII, Cartagena, Colombia; 8 febbraio - 25 febbraio 1992.
- UNCTAD IX, Midrand, Sudafrica; 27 aprile - 11 maggio 1996.
- UNCTAD X, Bangkok, Thailandia; 12 febbraio - 19 febbraio 2000 .
- UNCTAD XI, San Paolo, Brasile; 13 giugno - 18 giugno 2004 .
- UNCTAD XII, Accra, Ghana; 20 aprile - 25 aprile 2008 .
- UNCTAD XIII, Doha, Qatar; 21 aprile - 26 aprile 2012.
- UNCTAD XIV, Nairobi, Kenya; 17 luglio - 22 luglio 2016.
- UNCTAD XV, Bridgetown, Barbados, 3 - 8 ottobre 2021.

L'UNCTAD si occupa inoltre di vari programmi di cooperazione, oltre a mantenere una collaborazione con l'Organizzazione Mondiale del Commercio attraverso l'International Trade Centre, un'agenzia tecnica di cooperazione che si occupa di aspetti di sviluppo commerciale orientati all'impresa.

## Pubblicazioni
La Conferenza realizza una serie di rapporti su argomenti specifici, tra i quali:
- Rapporto su Commercio e Sviluppo, su unctad.org. URL consultato il 1º luglio 2014 (archiviato dall'url originale il 14 luglio 2014).
- Rapporto sull'Investimento del Mondo, su unctad.org. URL consultato il 1º luglio 2014 (archiviato dall'url originale il 19 novembre 2013).
- Rapporto sullo Sviluppo Economico (Africa), su unctad.org. URL consultato il 18 novembre 2013 (archiviato dall'url originale il 28 maggio 2013).
- Rapporto sui Paesi Sottosviluppati, su unctad.org.
- Statistiche UNCTAD, su unctad.org.